# Paweł Głażewski
Paweł Głażewski (ur. 1 października 1982 w Białymstoku) – polski bokser wagi półciężkiej. Czterokrotny młodzieżowy Mistrz Polski oraz trzykrotny Mistrz Polski seniorów w boksie amatorskim.

## Kariera amatorska
Paweł Głażewski był trzykrotnym Mistrzem Polski seniorów w boksie amatorskim, w latach 2005, 2006, 2008. Czterokrotnie zdobywał mistrzostwo kraju w kategoriach młodzieżowych. W sumie stoczył 190 walk, z czego 162 wygrał, 26 przegrał i 2 zremisował. Był zawodnikiem Hetmana Białystok.

## Kariera zawodowa
14 grudnia 2008 Głażewski stoczył swoją pierwszą walkę na zawodowym ringu. W 3 rundzie pokonał przez techniczny nokaut Słowaka Miroslava Kvockę.
31 maja 2009 w swojej piątej zawodowej walce, zwyciężył w 5 rundzie przez techniczny nokaut Łotysza Martinsa Kukulsa. Stawką pojedynku był międzynarodowy tytuł Interkontynentalnego Mistrza Krajów Bałtyckich federacji Baltic Boxing Union.
25 października 2009 po raz pierwszy obronił pas federacji Boxing Baltic Union International, pokonując po 6-rundowej walce, na punkty Kameruńczyka Leo Tchoulę.
7 marca 2010 Głażewski po raz drugi obronił pas federacji BBU. Po 8-rundowym pojedynku, pokonał jednogłośnie na punkty Francuza Martiala Bella Oleme.
18 sierpnia 2010 Paweł Głażewski zdobył pas WBC Baltic Silver oraz międzynarodowe mistrzostwo Polski wagi półciężkiej, pokonując jednogłośnie na punkty Francuza Abdelkadera Benzinię. Rywal Głażewskiego trzykrotnie zaliczał nokdaun, jednak za każdym razem kontynuował pojedynek. Początkowo przeciwnikiem Polaka miał być Kameruńczyk z niemieckim paszportem Bernard Donfack, jednak kilka dni przed walką okazało się, iż nie przyjedzie on do Polski.
12 listopada 2010 Głażewski obronił tytuł międzynarodowego Mistrza Polski w kategorii półciężkiej, pokonując po 10 rundach, jednogłośnie na punkty Czecha Tomasa Adamka.
16 września 2011 Paweł Głażewski zmierzył się z Francuzem Doudou Ngumbu, w obronie pasa WBC Baltic Silver. Po zaciętym, 10. rundowym pojedynku wygrał Polak, stosunkiem głosów dwa do jednego (96:94, 94:96 i 96:94).
30 czerwca 2012 roku odbył walkę z legendą światowego pięściarstwa Royem Jonesem Jr., który pierwotnie miał walczyć z Dawidem Kosteckim, jednak ten na 10 dni przed galą bokserską został aresztowany przez Policję. Polak przegrał swój pierwszy pojedynek w wyniku niejednogłośnej decyzji sędziów (punktacja 93:96, 95:94, 94:96), pokazując się przy tym z bardzo dobrej strony.
23 lutego 2013 Paweł Głażewski wystąpił na gali Polsat Boxing Night II, gdzie walką wieczoru był pojedynek Andrzeja Gołoty z Przemysławem Saletą. Głażewski po 10 rundach pokonał jednogłośnie na punkty Bartłomieja Grafkę, stosunkiem 100:90 u wszystkich sędziów.
29 czerwca 2013 Głażewski po raz pierwszy w zawodowej karierze przegrał walkę przed czasem. Polak został pokonany w 7 rundzie przez techniczny nokaut, przez Hadillaha Mohoumadi. Była to druga porażka Głażewskiego w dwudziestym drugim pojedynku.
6 grudnia 2013 w Białobrzegach, Paweł Głażewski pokonał jednogłośnie na punkty (80:72 79:73 79:73) Ukraińca Andrieja Salachudżinowa (15-3, 5 KO).
26 kwietnia 2014, na gali boksu zawodowego w Legionowie, Paweł Głażewski wygrał ośmiorundowy pojedynek z Maciejem Miszkiniem, stosunkiem dwa do remisu (78:75, 78:74 oraz 76:76).
Dzięki notowaniu w rankingu WBA, Głażewski otrzymał szansę walki o mistrzostwo świata kategorii półciężkiej z Jürgenem Brähmerem, która odbyła się 6 grudnia 2014 roku w Oldenburgu w Niemczech. Bokserzy wnieśli na ważeniu tyle samo, mieszcząc się w limicie kategorii półciężkiej. Polak przegrał w kompromitującym stylu już w 48 sekundzie pierwszej rundy, dając się wyliczyć po ciosie na korpus. Tym samym Głażewski pobił niechlubny rekord z 2005 roku Andrzeja Gołoty, który został pokonany w 53 sekundzie pierwszej rundy przez Lamona Brewstera.
18 kwietnia 2015 w Legionowie przegrał jednogłośnie na punkty 93:97, 91:99 i 91:99 na dystansie dziesięciu rund w rewanżowym pojedynku z Maciejem Miszkiniem.
Od lipca 2020 roku Paweł Głażewski prowadzi własny klub bokserski pod nazwą Głazboxing.